# Iseaki
Isesaki (伊勢崎) je grad u Japanu u prefekturi Gunma. Prema popisu stanovništva iz 2005. u gradu je živjelo 202.442 stanovnika.

## Stanovništvo
Prema podacima s popisa, u gradu je 2005. godiine živjelo 202.442 stanovnika.
| 1995.   | 2000.   | 2005.   |
| ------- | ------- | ------- |
| 184.420 | 194.393 | 202.442 |